# Іванівська площа

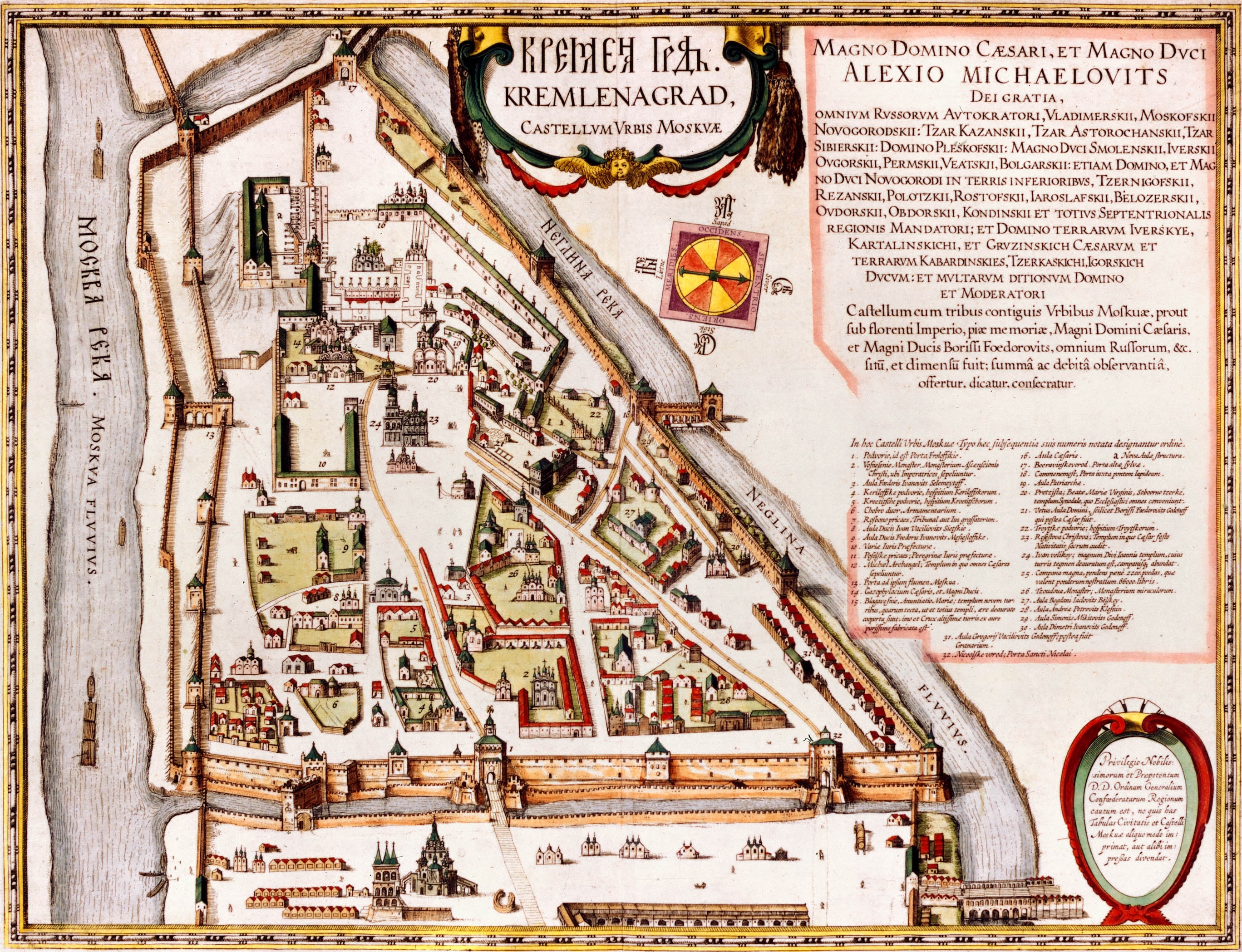
«Кремленаград»: План Московського кремля початку XVII століття

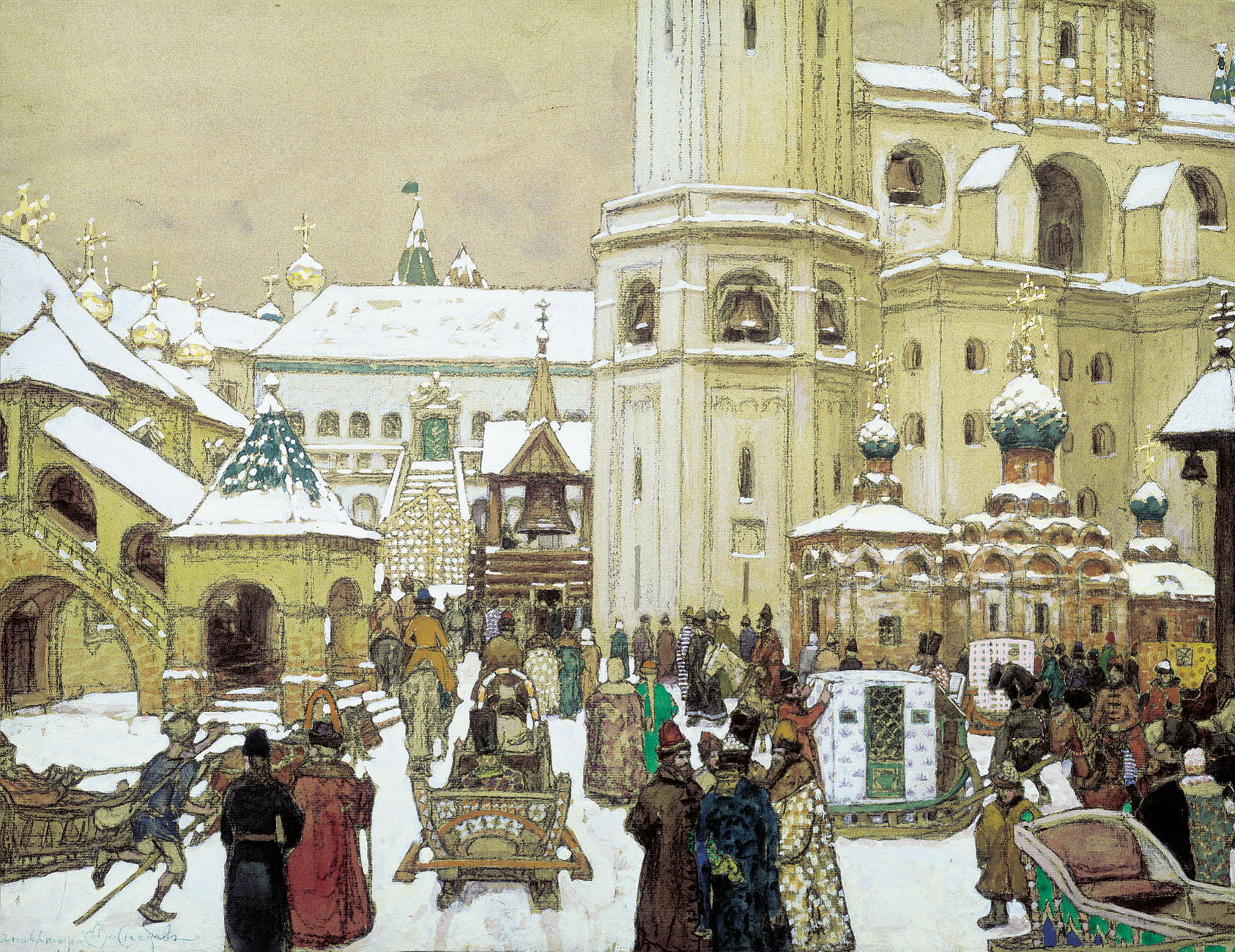
Васнецов А. М. Площа Івана Великого в Кремлі. XVII століття. 1903

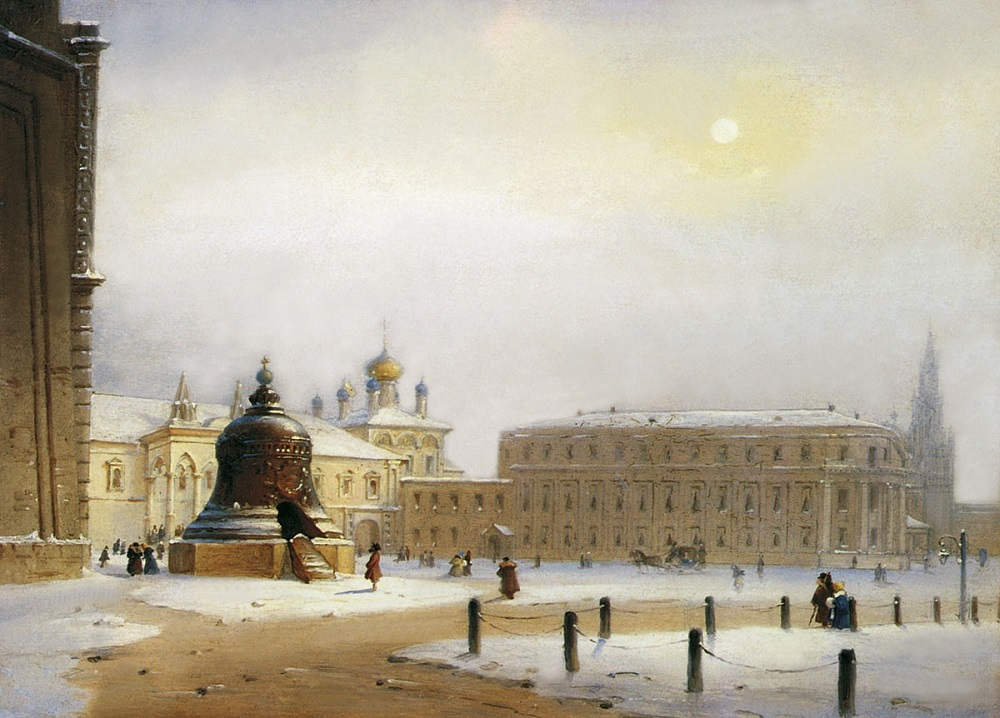
Бодрі К. Ф. Іванівська площа (близ. 1855)

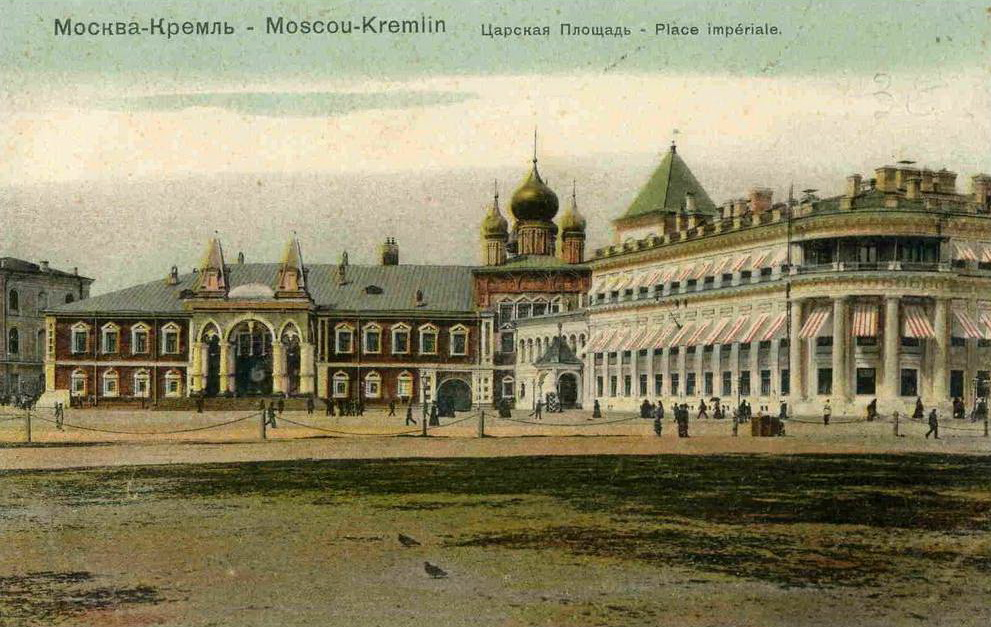
Царська площа (Іванівська), 1900-ті роки.

Іванівська площа — площа в Московському кремлі, одна з найдавніших площ Москви.

## Історія
Виникла після спорудження у 1329 році кам'яної церкви Іоанна Ліствичника, «що під дзвони», розділила раніше єдину міську площу на дві частини. Її східна частина по Іоаннівській церкві стала пізніше називатися Іванівською, західна — Соборною площею. У XIV — XV століттях південну та східну сторони площі займали двори удільних князів Московського дому. Із півночі на площу виходили будівлі Чудівського монастиря, заснованого 1365 року. За великого князя Івана III більшість княжих дворових місць перейшла у власність скарбниці та була роздана під двори государевим служивим людям різних чинів, переважно представникам боярських і дворянських родів.
У першій половині XVI століття поблизу церкви Іоанна Ліствичника розташовувались «хати дяків», на місці яких при царі Борисі Годунові було зведено першу кам'яну будівля приказів. Із цього часу площа стала одним із найбільш жвавих і багатолюдних місць Москви. Сюди стікалися чолобитчики з усієї країни. На площі дяки голосно оголошували царські укази (звідси і пішов вислів: «Кричати на всю Іванівську»). Нерідко на площі проводилися тілесні покарання засуджених. Тут же, біля дзвіниці Івана Великого, в XVII столітті було влаштовано особливе приміщення для площинних піддячих, у яких кожен бажаючий міг за плату скласти чолобитную або оформити будь-якої приватний юридичний документ.
До середини XVII століття склався особливий архітектурний вигляд Іванівської площі, згодом безповоротно втрачений. Домінантою площі залишалася дзвіниця Івана Великого, з примикаючими до неї Успенською та Філаретовською дзвіницями. Перед ними стояли мініатюрні кам'яні церкви чернігівських чудотворців і мученика Христофора. На південь від церковних будівель тягнулося північне крило двоярусних приказових палат, що мали П-подібну форму. За приказами через провулок «яким ходять на Москва-ріку» знаходився двір бояр Мстиславских із кам'яними палатами та церквою Гурія, Симона й Авіва. За боярським двором стояла кам'яна Церква Миколи Гостунського, від якої починалася вулиця, що тягнулася до Фролівських воріт Кремля. По інший бік вулиці розташовувався двір із кам'яними палатами, який належав боярину Борису Морозову. До боярського двору примикали споруди Чудівського монастиря, від якого починалася Велика Микільська вулиця, що йшла до однойменних воріт Кремля.
В останній чверті XVII століття вигляд площі кардинально змінюється. У ході будівництва нової будівлі приказів були розібрані не тільки старі приказові палати, але і всі прилеглі будівлі, в тому числі й ті, що стояли на площі старовинні церкви і велика частина Мстиславського двору. У 1680 році почалася перебудова Чудівського монастиря. Нові братська трапезна палата та велика трапезна, побудована при монастирській церкві Алексія митрополита, отримали вихід на Іванівську площу та стали невід'ємною частиною її нового архітектурного вигляду.
На місці колишнього двору боярина Морозова, відданого у володіння Чудівського монастирю в 1677 році, в XVIII столітті був влаштований архієрейський будинок-резиденція глави Московської єпархії. У 1770-ті роки для митрополита Платона архітектором Матвієм Казаковим було зведено нову будівлю.
Плани масштабної перебудови Московського кремля, розроблені за царювання імператриці Катерини II, поклали початок поступовому руйнуванню колишнього вигляду Іванівської площі. У 1770-ті роки, у зв'язку з наміченим будівництвом нової будівлі Великого Кремлівського палацу, були знесені наказні палати XVII століття. У 1817 році та ж доля спіткала церкву Миколи Гостунського, головний престол якої був перенесений в дзвіницю Івана Великого. При імператорі Олександрі II завершується будівництво Малого Миколаївського палацу, розпочате ще в 1851 році за проектом архітектора Костянтина Тона на місці Платонівського архієрейського будинку. Формування нового архітектурного вигляду Іванівської площі завершило створення в 1898 році пам'ятника імператору Олександру II «Визволителю» (скульптор Олександр Опєкушин, художник Петро Жуковський, архітектор Микола Султанов).
Саме цьому пам'ятнику судилося стати першою жертвою революції 1917 року. Пізніше на його місці був розбитий Великий Кремлівський сквер. У 1929 році за рішенням радянського уряду почалося знесення Малого Миколаївського палацу і Чудівського монастиря, на місці яких був побудований адміністративний корпус Кремля (знесений у квітні 2016 року). Площа, значно збільшила свої розміри, замощена бруківкою.